# Stagnum Agrippae
Stagnum Agrippae (här i betydelsen ”Agrippas bassäng”) var en stor vattenfylld bassäng vid Agrippas termer på centrala Marsfältet i antikens Rom. Bassängen ingick i Horti Agrippae, ”Agrippas trädgårdar”, och utgjorde tillsammans med dessa och Agrippas termer ett enormt nöjeskomplex.
Stagnum Agrippae fick sitt vatten från Aqua Virgo och dränerades av Euripus Thermarum Agrippae, en vattenkanal som mynnade i Tibern, vid Pons Neronianus.